# Ben F. Laposky
Ben F. Laposky (14 septembre 1914 - 2000) est un mathématicien américain et l'un des pionniers en art informatique.

## Carrière
Entre 1942 et 1944, Ben F. Laposky est engagé dans l'armée américaine travaillant comme dessinateur de cartes, puis libéré pour cause de blessures, avec la décoration militaire Purple Heart .
En 1952, à partir d'oscilloscopes, il crée les premières images sur des ordinateurs analogiques. Pour le courant artistique de l'époque, les ordinateurs analogiques et les oscilloscopes faisaient partie d'une gamme d'appareils générateurs d'images .
En 1953, Ben F. Laposky expose une cinquantaine d'images appelées « Oscillons » (ou oscillogrammes) au Sanford Museum de Cherokee (Iowa).
Avec  l'avènement de l'infographie dans les années 60, Ben Laposky  cesse de photographier et d'exposer. À partir des années 1990, les photographies de Ben Laposky sont considérés comme des œuvres d'art informatique qualifiées de « premières images graphiques générées par une machine électronique ».